# Das Magdalena-Evangelium (Roman)
Das Magdalena-Evangelium (Originaltitel: The Expected One) ist der Titel eines Romans der US-amerikanischen Autorin Kathleen McGowan aus dem Genre Thriller.
Die Originalausgabe erschien ebenso wie die deutsche Ausgabe im Jahr 2006. Der Roman ist das Erstlingswerk der Autorin und Beginn ihrer Magdalena-Reihe, die inzwischen vier Romane umfasst (Stand 2022). Das Magdalena-Evangelium wurde zunächst im Eigenverlag veröffentlicht, erschien dann aber bei Touchstone Books, einen Imprint von Simon & Schuster. Die Auslandsrechte des Buches wurden in 22 Ländern verkauft. Die deutschsprachigen Rechte hat der Verlag Bastei Lübbe erworben. Das Buch stand mehrere Wochen auf der New York Times Bestsellerliste.

## Handlung
Im Mittelpunkt des Romans steht die amerikanische Journalistin Maureen Paschal. Sie hat ein erfolgreiches Buch über erfolgreiche Frauen geschrieben und ist dabei auf die Geschichte der Maria Magdalena gestoßen. Ihre Nachforschungen führen sie nach Israel, wo sie eine Vision hat. Sie wird seit dem nachts immer wieder von mysteriösen, visionären Träumen geweckt.
Dann taucht ein schottischer Adeliger auf, überhäuft sie mit Blumen und lädt sie nach Frankreich in das Dorf Rennes-le-Château im Languedoc ein. Dort erfährt Maureen erstaunliche Dinge über Maria Magdalena und ihre sagenumwobene Hinterlassenschaft. In der Einöde des Languedocs soll diese Hinterlassenschaft, ein Dokument von Maria Magdalena über die Zeit, in der Isa (Jesus), ihr Gatte, die Lehre des „Rechten Weges“ verbreitete, zu finden sein. Maureen wird von vielen für die Verheißene gehalten, die dieses Dokument bergen kann.

## Sonstiges
- Kathleen McGowan schreibt im Epilog, sie habe viele Tatsachen, einige Theorien und vor allen Dingen eine Menge Erlebnisse aus ihrem eigenen Leben miteinbezogen.
- In den Nachfolgebänden Das Jesus-Testament und Das Magdalena-Vermächtnis ist ebenfalls Maureen Paschal die Hauptperson.

## Rezeption
Decca Aitkenhead meint im Guardian, dass die Geschichte sie sehr an Dan Browns Erfolgsroman Sakrileg erinnere. Für sie sind erzählerischen Überschneidungen zwischen den beiden Romanen unverkennbar; angefangen von Dramen im Louvre bis hin zu kryptischen Hinweisen in großen Kunstwerken. Sie findet das Buch gleich gut wie das Werk von Brown. Weitere Rezensionen erschienen u. a. in der New York Times, dem Belfast Telegraph und Publishers Weekly.